# Liste des champions du monde de football
Cet article présente les joueurs et entraîneurs ayant remporté la Coupe du monde de football, de 1930 à 2022.

## Joueurs
De 1930 à 1974, la Fédération internationale de football association (FIFA) récompense par une médaille uniquement les champions du monde ayant joué la finale. En novembre 2007, elle décide de manière rétroactive, de donner une médaille à chaque joueur des équipes gagnantes ; 122 joueurs « oubliés » sont concernés. 
Parmi les footballeurs ayant remporté plusieurs fois la Coupe du monde, le Brésilien Pelé devient ainsi le seul à recevoir trois médailles de champion du monde. Vingt autres joueurs l'ont remportée à deux reprises.
| Équipe | Joueur           | Éditions           |
| ------ | ---------------- | ------------------ |
| Italie | Giovanni Ferrari | 1934 • 1938        |
| Italie | Giuseppe Meazza  | 1934 • 1938        |
| Brésil | Pelé             | 1958 • 1962 • 1970 |
| Brésil | Didi             | 1958 • 1962        |
| Brésil | Djalma Santos    | 1958 • 1962        |
| Brésil | Garrincha        | 1958 • 1962        |
| Brésil | Gilmar           | 1958 • 1962        |
| Brésil | Nílton Santos    | 1958 • 1962        |
| Brésil | Vavá             | 1958 • 1962        |
| Brésil | Mário Zagallo    | 1958 • 1962        |
| Brésil | Zito             | 1958 • 1962        |
| Brésil | Cafu             | 1994 • 2002        |

| Équipe    | Joueur               | Éditions    |
| --------- | -------------------- | ----------- |
| Italie    | Guido Masetti        | 1934 • 1938 |
| Italie    | Eraldo Monzeglio     | 1934 • 1938 |
| Brésil    | Bellini              | 1958 • 1962 |
| Brésil    | Carlos José Castilho | 1958 • 1962 |
| Brésil    | Mauro Ramos          | 1958 • 1962 |
| Brésil    | Pepe                 | 1958 • 1962 |
| Brésil    | Zózimo               | 1958 • 1962 |
| Argentine | Daniel Passarella    | 1978 • 1986 |
| Brésil    | Ronaldo              | 1994 • 2002 |

| Légende |
| --- |
| - : capitaine - En gras : a joué la finale - En italique : n’a joué aucun match - Sans mise en forme : a joué au moins un match, sans participer à la finale |

Aucun joueur n'a par contre remporté à plusieurs reprises la Coupe du monde en tant que capitaine. L'Argentin Diego Maradona (1986, 1990), le Français Hugo Lloris (2018, 2022) et le Brésilien Dunga (1994, 1998) ont participé à deux finales en tant que capitaine, mais ont échoué lors de la 2e finale. L'Allemand Karl-Heinz Rummenigge est le seul capitaine à avoir perdu deux finales (1982, 1986).
Les Brésiliens Pelé (1958, 1970) et Vavá (1958, 1962) sont les seuls joueurs à avoir marqué lors de deux finales victorieuses. L'Allemand Paul Breitner (1974, 1982) et les Français Zinédine Zidane (1998, 2006) et Kylian Mbappé (2018, 2022) ont marqué lors de deux finales différentes, mais leur équipe ne l'a pas emporté lors de la seconde tentative.

## Entraîneurs
Le Brésilien Mário Zagallo est la 1re personne à avoir remporté la Coupe du monde en tant que joueur (1958, 1962), puis en tant qu'entraîneur (1970). Il sera imité par Franz Beckenbauer, capitaine de la Mannschaft en 1974 puis sélectionneur en 1990 et par Didier Deschamps, vainqueur de la coupe du monde 1998 en tant que joueur (et capitaine) et celle de 2018 en tant qu'entraîneur. 
Seul l'Italien Vittorio Pozzo, a remporté la Coupe du monde à deux reprises en tant qu'entraîneur (1934, 1938). Cinq autres entraîneurs ont participé à deux finales ; l'Allemand Helmut Schön (finaliste en 1966, vainqueur en 1974) ; l'Argentin Carlos Bilardo (vainqueur en 1986, finaliste en 1990) ; l'Allemand Franz Beckenbauer (finaliste en 1986, vainqueur en 1990), le Brésilien Mário Zagallo (vainqueur en 1970, finaliste en 1998) et le Français Didier Deschamps (vainqueur en 2018, finaliste en 2022).

## Liste complète
En gras, le capitaine.
| Coupe du monde | Pays organisateur  | Équipe       | Joueurs | Joueurs          | Joueurs | Joueurs        | Joueurs | Joueurs       | Joueurs | Joueurs        | Joueurs | Joueurs        | Joueurs | Joueurs        | Selectionneur |
| -------------- | ------------------ | ------------ | ------- | ---------------- | ------- | -------------- | ------- | ------------- | ------- | -------------- | ------- | -------------- | ------- | -------------- | ------------- |
| 1930           | Uruguay            | Uruguay      | 1       | Andrade          | 2       | Anselmo        | 3       | Ballestero    | 4       | Calvo          | 5       | Capuccini      | 6       | Castro         | Suppici       |
| 1930           | Uruguay            | Uruguay      | 7       | Cea              | 8       | Dorado         | 9       | Fernández     | 10      | Gestido        | 11      | Iriarte        | 12      | Mascheroni     | Suppici       |
| 1930           | Uruguay            | Uruguay      | 13      | Melogno          | 14      | Nasazzi        | 15      | Petrone       | 16      | Píriz          | 17      | Recoba         | 18      | Riolfo         | Suppici       |
| 1930           | Uruguay            | Uruguay      | 19      | Saldombide       | 20      | Scarone        | 21      | D. Tejera     | 22      | Urdinarán      |         |                |         |                | Suppici       |
|                |                    |              |         |                  |         |                |         |               |         |                |         |                |         |                |               |
| 1934           | Italie             | Italie       | 1       | Allemandi        | 2       | Arcari         | 3       | Bertolini     | 4       | Borel          | 5       | Caligaris      | 6       | Castellazzi    | Pozzo         |
| 1934           | Italie             | Italie       | 7       | Cavanna          | 8       | Combi          | 9       | Demaría       | 10      | Ferrari        | 11      | A. Ferraris    | 12      | Guaita         | Pozzo         |
| 1934           | Italie             | Italie       | 13      | Guarisi          | 14      | Masetti        | 15      | Meazza        | 16      | Monti          | 17      | Monzeglio      | 18      | Orsi           | Pozzo         |
| 1934           | Italie             | Italie       | 19      | Pizziolo         | 20      | Rosetta        | 21      | Schiavio      | 22      | Varglien       |         |                |         |                | Pozzo         |
|                |                    |              |         |                  |         |                |         |               |         |                |         |                |         |                |               |
| 1938           | France             | Italie       | 1       | Andreolo         | 2       | Bertoni        | 3       | Biavati       | 4       | Ceresoli       | 5       | Chizzo         | 6       | Colaussi       | Pozzo         |
| 1938           | France             | Italie       | 7       | Donati           | 8       | Ferrari        | 9       | P. Ferraris   | 10      | Foni           | 11      | Genta          | 12      | Locatelli      | Pozzo         |
| 1938           | France             | Italie       | 13      | Masetti          | 14      | Meazza         | 15      | Monzeglio     | 16      | Olivieri       | 17      | Olmi           | 18      | Pasinati       | Pozzo         |
| 1938           | France             | Italie       | 19      | Perazzolo        | 20      | Piola          | 21      | Rava          | 22      | Serantoni      |         |                |         |                | Pozzo         |
|                |                    |              |         |                  |         |                |         |               |         |                |         |                |         |                |               |
| 1950           | Brésil             | Uruguay      | 1       | Britos           | 2       | Burgueño       | 3       | Gambetta      | 4       | Ghiggia        | 5       | J. C. González | 6       | M. González    | López         |
| 1950           | Brésil             | Uruguay      | 7       | Martínez         | 8       | Máspoli        | 9       | Míguez        | 10      | Morán          | 11      | Ortuño         | 12      | Paz            | López         |
| 1950           | Brésil             | Uruguay      | 13      | Pérez            | 14      | Pini           | 15      | Rijo          | 16      | Andrade        | 17      | Romero         | 18      | Schiaffino     | López         |
| 1950           | Brésil             | Uruguay      | 19      | E. Tejera        | 20      | Varela         | 21      | Vidal         | 22      | Vilches        |         |                |         |                | López         |
|                |                    |              |         |                  |         |                |         |               |         |                |         |                |         |                |               |
| 1954           | Suisse             | RF Allemagne | 1       | Turek            | 2       | Laband         | 3       | Kohlmeyer     | 4       | Bauer          | 5       | Erhardt        | 6       | Eckel          | Herberger     |
| 1954           | Suisse             | RF Allemagne | 7       | Posipal          | 8       | Mai            | 9       | Mebus         | 10      | Liebrich       | 11      | Metzner        | 12      | Rahn           | Herberger     |
| 1954           | Suisse             | RF Allemagne | 13      | Morlock          | 14      | Klodt          | 15      | O. Walter     | 16      | F. Walter      | 17      | Herrmann       | 18      | Biesinger      | Herberger     |
| 1954           | Suisse             | RF Allemagne | 19      | Pfaff            | 20      | Schäfer        | 21      | Kubsch        | 22      | Kwiatkowski    |         |                |         |                | Herberger     |
|                |                    |              |         |                  |         |                |         |               |         |                |         |                |         |                |               |
| 1958           | Suède              | Brésil       | 1       | Castilho         | 2       | Bellini        | 3       | Gilmar        | 4       | Djalma Santos  | 5       | Dino Sani      | 6       | Didi           | Feola         |
| 1958           | Suède              | Brésil       | 7       | Zagallo          | 8       | Oreco          | 9       | Zózimo        | 10      | Pelé           | 11      | Garrincha      | 12      | Nílton Santos  | Feola         |
| 1958           | Suède              | Brésil       | 13      | Moacir           | 14      | De Sordi       | 15      | Orlando       | 16      | Mauro Ramos    | 17      | Joel           | 18      | Altafini       | Feola         |
| 1958           | Suède              | Brésil       | 19      | Zito             | 20      | Vavá           | 21      | Dida          | 22      | Pepe           |         |                |         |                | Feola         |
|                |                    |              |         |                  |         |                |         |               |         |                |         |                |         |                |               |
| 1962           | Chili              | Brésil       | 1       | Gilmar           | 2       | Djalma Santos  | 3       | Mauro Ramos   | 4       | Zito           | 5       | Zózimo         | 6       | Nílton Santos  | Moreira       |
| 1962           | Chili              | Brésil       | 7       | Garrincha        | 8       | Didi           | 9       | Coutinho      | 10      | Pelé           | 11      | Pepe           | 12      | Jair Marinho   | Moreira       |
| 1962           | Chili              | Brésil       | 13      | Bellini          | 14      | Jurandir       | 15      | Altair        | 16      | Zequinha       | 17      | Mengálvio      | 18      | Jair           | Moreira       |
| 1962           | Chili              | Brésil       | 19      | Vavá             | 20      | Amarildo       | 21      | Zagallo       | 22      | Castilho       |         |                |         |                | Moreira       |
|                |                    |              |         |                  |         |                |         |               |         |                |         |                |         |                |               |
| 1966           | Angleterre         | Angleterre   | 1       | Banks            | 2       | Cohen          | 3       | Wilson        | 4       | Stiles         | 5       | J. Charlton    | 6       | Moore          | Ramsey        |
| 1966           | Angleterre         | Angleterre   | 7       | Ball             | 8       | Greaves        | 9       | B. Charlton   | 10      | Hurst          | 11      | Connelly       | 12      | Springett      | Ramsey        |
| 1966           | Angleterre         | Angleterre   | 13      | Bonetti          | 14      | Armfield       | 15      | Byrne         | 16      | Peters         | 17      | Flowers        | 18      | Hunter         | Ramsey        |
| 1966           | Angleterre         | Angleterre   | 19      | Paine            | 20      | Callaghan      | 21      | Hunt          | 22      | Eastham        |         |                |         |                | Ramsey        |
|                |                    |              |         |                  |         |                |         |               |         |                |         |                |         |                |               |
| 1970           | Mexique            | Brésil       | 1       | Félix            | 2       | Brito          | 3       | Piazza        | 4       | Carlos Alberto | 5       | Clodoaldo      | 6       | Marco Antônio  | Zagallo       |
| 1970           | Mexique            | Brésil       | 7       | Jairzinho        | 8       | Gérson         | 9       | Tostão        | 10      | Pelé           | 11      | Rivelino       | 12      | Ado            | Zagallo       |
| 1970           | Mexique            | Brésil       | 13      | Roberto          | 14      | Baldocchi      | 15      | Fontana       | 16      | Everaldo       | 17      | Joel           | 18      | Paulo César    | Zagallo       |
| 1970           | Mexique            | Brésil       | 19      | Edu              | 20      | Dario          | 21      | Zé Maria      | 22      | Leão           |         |                |         |                | Zagallo       |
|                |                    |              |         |                  |         |                |         |               |         |                |         |                |         |                |               |
| 1974           | RFA                | RF Allemagne | 1       | Maier            | 2       | Vogts          | 3       | Breitner      | 4       | Schwarzenbeck  | 5       | Beckenbauer    | 6       | Höttges        | Schön         |
| 1974           | RFA                | RF Allemagne | 7       | Wimmer           | 8       | Cullmann       | 9       | Grabowski     | 10      | Netzer         | 11      | Heynckes       | 12      | Overath        | Schön         |
| 1974           | RFA                | RF Allemagne | 13      | G. Müller        | 14      | Hoeness        | 15      | Flohe         | 16      | Bonhof         | 17      | Hölzenbein     | 18      | Herzog         | Schön         |
| 1974           | RFA                | RF Allemagne | 19      | Kapellmann       | 20      | Kremers        | 21      | Nigbur        | 22      | Kleff          |         |                |         |                | Schön         |
|                |                    |              |         |                  |         |                |         |               |         |                |         |                |         |                |               |
| 1978           | Argentine          | Argentine    | 1       | Alonso           | 2       | Ardiles        | 3       | Baley         | 4       | Bertoni        | 5       | Fillol         | 6       | Gallego        | Menotti       |
| 1978           | Argentine          | Argentine    | 7       | L. Galván        | 8       | R. Galván      | 9       | Houseman      | 10      | Kempes         | 11      | Killer         | 12      | Larrosa        | Menotti       |
| 1978           | Argentine          | Argentine    | 13      | La Volpe         | 14      | Luque          | 15      | Olguín        | 16      | Ortiz          | 17      | Oviedo         | 18      | Pagnanini      | Menotti       |
| 1978           | Argentine          | Argentine    | 19      | Passarella       | 20      | Tarantini      | 21      | Valencia      | 22      | Villa          |         |                |         |                | Menotti       |
|                |                    |              |         |                  |         |                |         |               |         |                |         |                |         |                |               |
| 1982           | Espagne            | Italie       | 1       | Zoff             | 2       | Baresi         | 3       | Bergomi       | 4       | Cabrini        | 5       | Collovati      | 6       | Gentile        | Bearzot       |
| 1982           | Espagne            | Italie       | 7       | Scirea           | 8       | Vierchowod     | 9       | Antognoni     | 10      | Dossena        | 11      | Marini         | 12      | Bordon         | Bearzot       |
| 1982           | Espagne            | Italie       | 13      | Oriali           | 14      | Tardelli       | 15      | Causio        | 16      | Conti          | 17      | Massaro        | 18      | Altobelli      | Bearzot       |
| 1982           | Espagne            | Italie       | 19      | Graziani         | 20      | Rossi          | 21      | Selvaggi      | 22      | Galli          |         |                |         |                | Bearzot       |
|                |                    |              |         |                  |         |                |         |               |         |                |         |                |         |                |               |
| 1986           | Mexique            | Argentine    | 1       | Almiron          | 2       | Batista        | 3       | Bochini       | 4       | Borghi         | 5       | Brown          | 6       | Passarella     | Bilardo       |
| 1986           | Mexique            | Argentine    | 7       | Burruchaga       | 8       | Clausen        | 9       | Cuciuffo      | 10      | Maradona       | 11      | Valdano        | 12      | Enrique        | Bilardo       |
| 1986           | Mexique            | Argentine    | 13      | Garré            | 14      | Giusti         | 15      | Islas         | 16      | Olarticoechea  | 17      | Pasculli       | 18      | Pumpido        | Bilardo       |
| 1986           | Mexique            | Argentine    | 19      | Ruggeri          | 20      | Tapia          | 21      | Trobbiani     | 22      | Zelada         |         |                |         |                | Bilardo       |
|                |                    |              |         |                  |         |                |         |               |         |                |         |                |         |                |               |
| 1990           | Italie             | RF Allemagne | 1       | Illgner          | 2       | Reuter         | 3       | Brehme        | 4       | Kohler         | 5       | Augenthaler    | 6       | Buchwald       | Beckenbauer   |
| 1990           | Italie             | RF Allemagne | 7       | Littbarski       | 8       | Häßler         | 9       | Völler        | 10      | Matthäus       | 11      | Mill           | 12      | Aumann         | Beckenbauer   |
| 1990           | Italie             | RF Allemagne | 13      | Riedle           | 14      | Berthold       | 15      | Bein          | 16      | Steiner        | 17      | Möller         | 18      | Klinsmann      | Beckenbauer   |
| 1990           | Italie             | RF Allemagne | 19      | Pflügler         | 20      | Thon           | 21      | Hermann       | 22      | Köpke          |         |                |         |                | Beckenbauer   |
|                |                    |              |         |                  |         |                |         |               |         |                |         |                |         |                |               |
| 1994           | États-Unis         | Brésil       | 1       | Taffarel         | 2       | Jorginho       | 3       | Ricardo Rocha | 4       | Ronaldão       | 5       | Mauro Silva    | 6       | Branco         | Parreira      |
| 1994           | États-Unis         | Brésil       | 7       | Bebeto           | 8       | Dunga          | 9       | Zinho         | 10      | Raí            | 11      | Romário        | 12      | Zetti          | Parreira      |
| 1994           | États-Unis         | Brésil       | 13      | Aldair           | 14      | Cafu           | 15      | Márcio Santos | 16      | Leonardo       | 17      | Mazinho        | 18      | Paulo Sérgio   | Parreira      |
| 1994           | États-Unis         | Brésil       | 19      | Müller           | 20      | Ronaldo        | 21      | Viola         | 22      | Gilmar         |         |                |         |                | Parreira      |
|                |                    |              |         |                  |         |                |         |               |         |                |         |                |         |                |               |
| 1998           | France             | France       | 1       | Lama             | 2       | Candela        | 3       | Lizarazu      | 4       | Vieira         | 5       | Blanc          | 6       | Djorkaeff      | Jacquet       |
| 1998           | France             | France       | 7       | Deschamps        | 8       | Desailly       | 9       | Guivarc’h     | 10      | Zidane         | 11      | Pirès          | 12      | Henry          | Jacquet       |
| 1998           | France             | France       | 13      | Diomède          | 14      | Boghossian     | 15      | Thuram        | 16      | Barthez        | 17      | Petit          | 18      | Lebœuf         | Jacquet       |
| 1998           | France             | France       | 19      | Karembeu         | 20      | Trezeguet      | 21      | Dugarry       | 22      | Charbonnier    |         |                |         |                | Jacquet       |
|                |                    |              |         |                  |         |                |         |               |         |                |         |                |         |                |               |
| 2002           | Japon Corée du Sud | Brésil       | 1       | Marcos           | 2       | Cafu           | 3       | Lúcio         | 4       | Roque Júnior   | 5       | Edmílson       | 6       | Roberto Carlos | Scolari       |
| 2002           | Japon Corée du Sud | Brésil       | 7       | Ricardinho       | 8       | Gilberto Silva | 9       | Ronaldo       | 10      | Rivaldo        | 11      | Ronaldinho     | 12      | Dida           | Scolari       |
| 2002           | Japon Corée du Sud | Brésil       | 13      | Belletti         | 14      | Polga          | 15      | Kléberson     | 16      | Júnior         | 17      | Denílson       | 18      | Vampeta        | Scolari       |
| 2002           | Japon Corée du Sud | Brésil       | 19      | Juninho Paulista | 20      | Edílson        | 21      | Luizão        | 22      | Ceni           | 23      | Kaká           |         |                | Scolari       |
|                |                    |              |         |                  |         |                |         |               |         |                |         |                |         |                |               |
| 2006           | Allemagne          | Italie       | 1       | Buffon           | 2       | Zaccardo       | 3       | Grosso        | 4       | De Rossi       | 5       | Cannavaro      | 6       | Barzagli       | Lippi         |
| 2006           | Allemagne          | Italie       | 7       | Del Piero        | 8       | Gattuso        | 9       | Toni          | 10      | Totti          | 11      | Gilardino      | 12      | Peruzzi        | Lippi         |
| 2006           | Allemagne          | Italie       | 13      | Nesta            | 14      | Amelia         | 15      | Iaquinta      | 16      | Camoranesi     | 17      | Barone         | 18      | Inzaghi        | Lippi         |
| 2006           | Allemagne          | Italie       | 19      | Zambrotta        | 20      | Perrotta       | 21      | Pirlo         | 22      | Oddo           | 23      | Materazzi      |         |                | Lippi         |
|                |                    |              |         |                  |         |                |         |               |         |                |         |                |         |                |               |
| 2010           | Afrique du Sud     | Espagne      | 1       | Casillas         | 2       | Albiol         | 3       | Piqué         | 4       | Marchena       | 5       | Puyol          | 6       | Iniesta        | Del Bosque    |
| 2010           | Afrique du Sud     | Espagne      | 7       | Villa            | 8       | Xavi           | 9       | Torres        | 10      | Fàbregas       | 11      | Capdevila      | 12      | Valdés         | Del Bosque    |
| 2010           | Afrique du Sud     | Espagne      | 13      | Mata             | 14      | Alonso         | 15      | Ramos         | 16      | Busquets       | 17      | Arbeloa        | 18      | Pedro          | Del Bosque    |
| 2010           | Afrique du Sud     | Espagne      | 19      | Llorente         | 20      | Martínez       | 21      | Silva         | 22      | Navas          | 23      | Reina          |         |                | Del Bosque    |
|                |                    |              |         |                  |         |                |         |               |         |                |         |                |         |                |               |
| 2014           | Brésil             | Allemagne    | 1       | Neuer            | 2       | Großkreutz     | 3       | Ginter        | 4       | Höwedes        | 5       | Hummels        | 6       | Khedira        | Löw           |
| 2014           | Brésil             | Allemagne    | 7       | Schweinsteiger   | 8       | Özil           | 9       | Schürrle      | 10      | Podolski       | 11      | Klose          | 12      | Zieler         | Löw           |
| 2014           | Brésil             | Allemagne    | 13      | T. Müller        | 14      | Draxler        | 15      | Durm          | 16      | Lahm           | 17      | Mertesacker    | 18      | Kroos          | Löw           |
| 2014           | Brésil             | Allemagne    | 19      | Götze            | 20      | Boateng        | 21      | Mustafi       | 22      | Weidenfeller   | 23      | Kramer         |         |                | Löw           |
|                |                    |              |         |                  |         |                |         |               |         |                |         |                |         |                |               |
| 2018           | Russie             | France       | 1       | Lloris           | 2       | Pavard         | 3       | Kimpembe      | 4       | Varane         | 5       | Umtiti         | 6       | Pogba          | Deschamps     |
| 2018           | Russie             | France       | 7       | Griezmann        | 8       | Lemar          | 9       | Giroud        | 10      | Mbappé         | 11      | Dembélé        | 12      | Tolisso        | Deschamps     |
| 2018           | Russie             | France       | 13      | Kanté            | 14      | Matuidi        | 15      | Nzonzi        | 16      | Mandanda       | 17      | Rami           | 18      | Fekir          | Deschamps     |
| 2018           | Russie             | France       | 19      | Sidibé           | 20      | Thauvin        | 21      | Hernandez     | 22      | Mendy          | 23      | Areola         |         |                | Deschamps     |
|                |                    |              |         |                  |         |                |         |               |         |                |         |                |         |                |               |
| 2022           | Qatar              | Argentine    | 1       | Armani           | 2       | Foyth          | 3       | Tagliafico    | 4       | Montiel        | 5       | Paredes        | 6       | Pezzella       | Scaloni       |
| 2022           | Qatar              | Argentine    | 7       | De Paul          | 8       | Acuña          | 9       | Álvarez       | 10      | Messi          | 11      | Di María       | 12      | Rulli          | Scaloni       |
| 2022           | Qatar              | Argentine    | 13      | Romero           | 14      | Palacios       | 15      | Correa        | 16      | Almada         | 17      | Gómez          | 18      | Rodríguez      | Scaloni       |
| 2022           | Qatar              | Argentine    | 19      | Otamendi         | 20      | Mac Allister   | 21      | Dybala        | 22      | La. Martínez   | 23      | E. Martínez    | 24      | Fernández      | Scaloni       |
| 2022           | Qatar              | Argentine    | 25      | Li. Martínez     | 26      | Molina         |         |               |         |                |         |                |         |                | Scaloni       |